# Bainiet
Bainiet is een vorm van staal, die ontstaat door heet austeniet (j) snel af te koelen (afschrikken) tot een temperatuur tussen 550 °C en de temperatuur waarbij martensiet begint te vormen en daarna een omzetting bij gelijk blijvende temperatuur te voorzien. Veel hangt af van legeringselementen zoals chroom. Door die speciale behandeling ontstaat dus niet het gewone perliet (f en g). Omdat bainiet dus net als martensiet ook metastabiel is, heeft het geen vlak in het ijzer-koolstof-diagram. Wanneer bainiet ontstaat blijkt uit het TTT-diagram. Het is genoemd naar Edgar Bain.

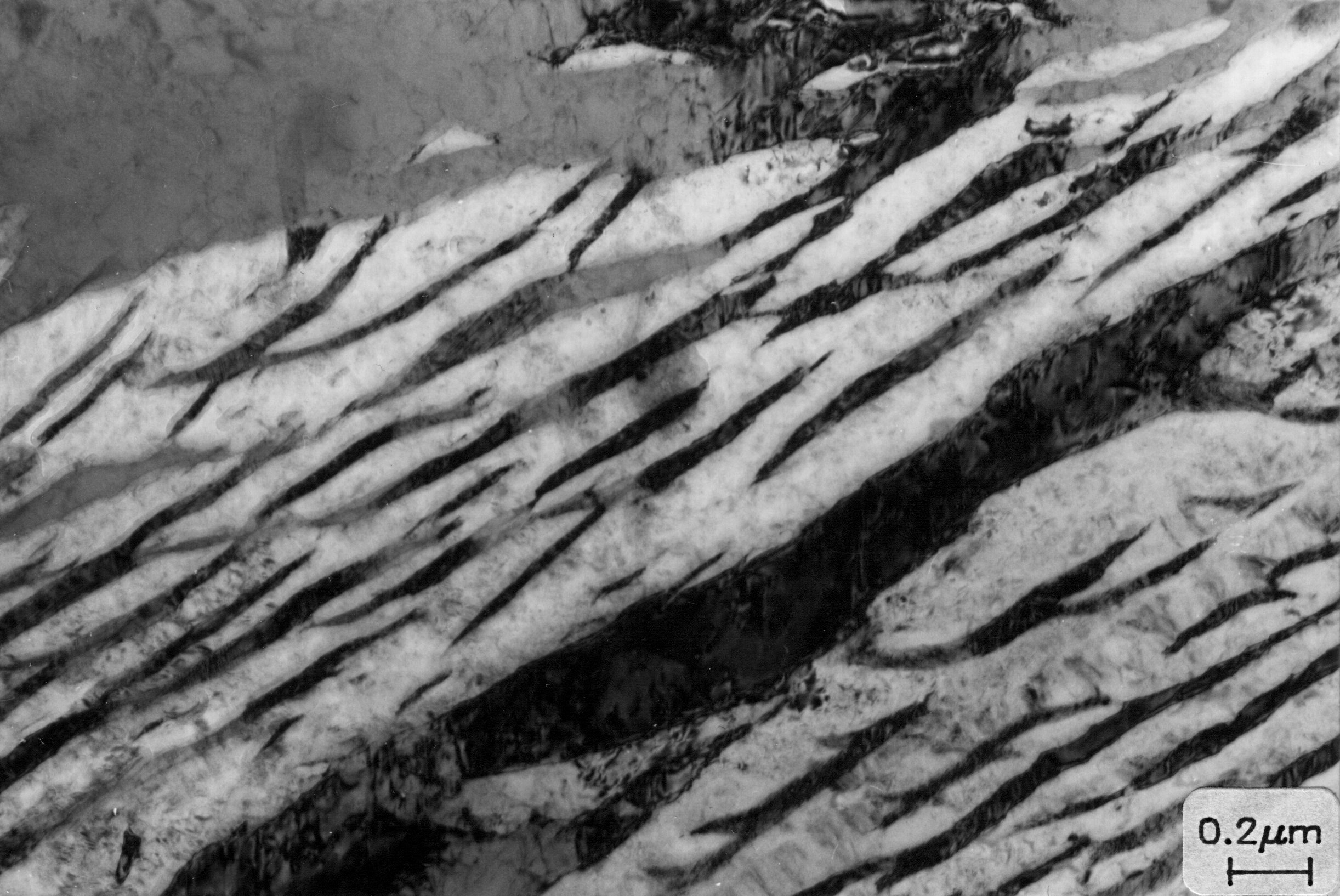
Bainiet